# África Latina

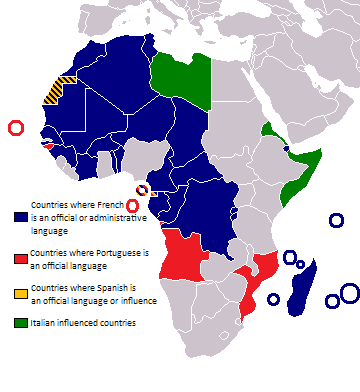
África Latina

A África Latina é composta de estados e regiões da África influenciados pela cultura latina, particularmente no nível linguístico. O termo faz referência as colônias da Europa Latina que importaram sua língua para essas regiões, seja oficialmente ou culturalmente. Tendo esses países europeus liderado um império colonial durante séculos anteriores (impérios coloniais franceses, portugueses, espanhóis, belgas e italianos), a África é hoje o terceiro continente com o maior número de falantes de línguas românicas no mundo (após a Europa e a América).

## História
África Latina, historicamente os países do Norte de África, de Marrocos ao Egipto, que faziam parte do Império Romano. Alguns excluem Egito, pois a língua dominante da administração e negócios era grega, em vez de latim. A região entre a Tunísia e Marrocos foi mais tarde chamado o Magrebe (Oeste) pelos árabes, que ele conquistou no sétimo século.
Atualmente, a expressão é usada para se referir a esses países africanos que são membros da Organização Internacional da Francofonia (OIF) e Organização Internacional de Francofonia e os membros da Comunidade dos Países de Língua Portuguesa (CPLP) cujas línguas oficiais são ou francês, português ou espanhol, ou têm uma população significativa que fale um destes idiomas.
Nem todos os países da África latina são membros da União Latina.
Países africanos sub-saarianos onde francês ou africano-francês é falado
África francófona. Os países coloridos azul escuro tinha uma população de 321 milhões em 2007. Sua população está prevista para atingir 733 milhões em 2050.
- Benim, a língua francesa Benim
- Burundi, a língua francesa no Burundi
- Burquina Fasso, a língua francesa no Burquina Fasso
- República Centro Africana, língua francesa na África Central
- Chade, língua francesa no Chade
- Camarões, em língua francesa Comores
- Costa do Marfim, em língua francesa Côte d'Ivoire
- República Democrática do Congo, Congo Democrático, em língua francesa
- República do Congo, o francês língua na República do Congo
- Djibuti, língua francesa no Djibuti
- Gabão, a língua francesa no Gabão
- Gana, em língua francesa Gana
- Guiné, em língua francesa Guiné
- Madagascar, língua francesa em Madagáscar
- Mali, língua francesa no Mali
- Mauritânia, língua francesa na Mauritânia
- Nigéria, na língua francesa no Níger
- Ruanda, a língua francesa no Ruanda
- Senegal, em língua francesa Senegal
- Seicheles, em língua francesa Seicheles
- Togo, língua francesa no Togo

Países africanos em Português Africano.
- Angola, Angola Português
- Cabo Verde, Cabo Verde Português
- Guiné-Bissau, Guiné Português
- Moçambique, Moçambique Português
- São Tomé e Príncipe, São Tomean Português

Sub-saariana Africano, países onde se fala espanhol
- Guiné Equatorial, em língua espanhola
- Saara Ocidental, em língua espanhola  (ao lado do Árabe)

Na África do Norte, existem países onde Magrebe francês ou espanhol são falados.
- Argélia, o francês.
- Marrocos, a determinadas áreas da conservação espanhola protectorado espanhol, o francês, mas o protetorado foi mais ampla.
- Tunísia, o francês.
- Saara Ocidental, o castelhano.
- Observe que, Ceuta, Melilha e as ilhas Canárias são partes da Espanha na África, mas não são normalmente composto neste conceito.

Algumas populações na Eritreia, Etiópia, Líbia, Somália conservam o italiano, outra língua românica.